# Algarve-Cup 2011
Der Algarve-Cup 2011 war die achtzehnte Ausspielung des jährlich in Portugal stattfindenden Frauenfußballturniers. Es ist nach dem Olympiaturnier der Frauen, der WM und EM das wichtigste Frauenfußballturnier für Nationalmannschaften. Der Algarve-Cup 2011 fand vom 2. bis zum 9. März 2011 statt.
2011 fand der Cup ohne die Beteiligung der deutschen Nationalmannschaft statt, denn die musste sich währenddessen auf die WM im eigenen Land vorbereiten. Dazu hatte sich die Bundestrainerin eine dreimonatige Vorbereitungsphase von allen Beteiligten erbeten und erhalten.
Doch andere Nationen nutzen diese Mini-WM gerade für die Vorbereitung auf das eigentliche Event.

## Modus
An dem Turnier nahmen zwölf Nationalmannschaften teil. Die acht am höchsten eingeschätzten Mannschaften bildeten die Gruppen A und B, die vier schwächeren Mannschaften die Gruppe C. Zuerst spielten die Teams in ihrer Gruppe jeder gegen jeden um die Platzierung. Dabei war zunächst die beste Punktzahl, dann der direkte Vergleich und erst danach die Tordifferenz für die Platzierung entscheidend. Danach wurde wie folgt verfahren:
- Spiel um Platz 11: die dritt- und viertplatzierte Mannschaft der Gruppe C
- Spiel um Platz 9: die zweitplatzierte Mannschaft der Gruppe C gegen die schlechtere viertplatzierte Mannschaft der Gruppen A oder B
- Spiel um Platz 7: Sieger der Gruppe C gegen die bessere viertplatzierte Mannschaft der Gruppen A oder B
- Spiel um Platz 5: die drittplatzierten Mannschaften der Gruppen A und B
- Spiel um Platz 3: die zweitplatzierten Mannschaften der Gruppen A und B
- Endspiel: Die Sieger der Gruppen A und B spielen um den Turniersieg.

Stand es nach der regulären Spielzeit der Platzierungsspiele unentschieden, folgte keine Verlängerung, sondern direkt im Anschluss ein Elfmeterschießen.
Da die FIFA die Spiele als Freundschaftsspiele einstufte, durfte jede Mannschaft pro Spiel sechs Auswechslungen vornehmen.

## Das Turnier

### Gruppenphase
Gruppe A
| Pl. | Land     | Sp. | S | U | N | Tore    | Diff. | Punkte |
| --- | -------- | --- | - | - | - | ------- | ----- | ------ |
| 1.  | USA      | 3   | 3 | 0 | 0 | 008:100 | +7    | 09     |
| 2.  | Japan    | 3   | 2 | 0 | 1 | 007:200 | +5    | 06     |
| 3.  | Norwegen | 3   | 1 | 0 | 2 | 002:400 | −2    | 03     |
| 4.  | Finnland | 3   | 0 | 0 | 3 | 001:110 | −10   | 0      |

|                                       |   |          |     |
| 2. März in Lagos                      |   |          |     |
| Norwegen                              | – | Finnland | 2:1 |
| 2. März in Vila Real de Santo António |   |          |     |
| USA                                   | – | Japan    | 2:1 |
| 4. März in Lagos                      |   |          |     |
| Japan                                 | – | Finnland | 5:0 |
| 4. März in Vila Real de Santo António |   |          |     |
| USA                                   | – | Norwegen | 2:0 |
| 7. März in Parchal                    |   |          |     |
| Norwegen                              | – | Japan    | 0:2 |
| 7. März in Quarteira                  |   |          |     |
| USA                                   | – | Finnland | 4:0 |

Gruppe B
| Pl. | Land     | Sp. | S | U | N | Tore    | Diff. | Punkte |
| --- | -------- | --- | - | - | - | ------- | ----- | ------ |
| 1.  | Island   | 3   | 3 | 0 | 0 | 005:200 | +3    | 09     |
| 2.  | Schweden | 3   | 2 | 0 | 1 | 005:300 | +2    | 06     |
| 3.  | Dänemark | 3   | 1 | 0 | 2 | 002:400 | −2    | 03     |
| 4.  | China    | 3   | 0 | 0 | 3 | 001:400 | −3    | 0      |

|                      |   |          |     |
| 2. März in Loulé     |   |          |     |
| Schweden             | – | Island   | 1:2 |
| 2. März in Ferreiras |   |          |     |
| China                | – | Dänemark | 0:1 |
| 4. März in Albufeira |   |          |     |
| Island               | – | China    | 2:1 |
| 4. März in Olhão     |   |          |     |
| Dänemark             | – | Schweden | 1:3 |
| 7. März in Olhão     |   |          |     |
| China                | – | Schweden | 0:1 |
| 7. März in Lagos     |   |          |     |
| Dänemark             | – | Island   | 0:1 |

Gruppe C
| Pl. | Land     | Sp. | S | U | N | Tore    | Diff. | Punkte |
| --- | -------- | --- | - | - | - | ------- | ----- | ------ |
| 1.  | Wales    | 3   | 2 | 0 | 1 | 005:500 | ±0    | 06     |
| 2.  | Portugal | 3   | 1 | 2 | 0 | 004:200 | +2    | 05     |
| 3.  | Rumänien | 3   | 1 | 1 | 1 | 004:300 | +1    | 04     |
| 4.  | Chile    | 3   | 0 | 1 | 2 | 001:400 | −3    | 01     |

|                                       |   |          |     |
| 2. März in Vila Real de Santo António |   |          |     |
| Portugal                              | – | Wales    | 3:1 |
| 2. März in Lagos                      |   |          |     |
| Rumänien                              | – | Chile    | 2:0 |
| 4. März in Vila Real de Santo António |   |          |     |
| Portugal                              | – | Chile    | 0:0 |
| 4. März in Lagos                      |   |          |     |
| Wales                                 | – | Rumänien | 2:1 |
| 7. März in Faro                       |   |          |     |
| Chile                                 | – | Wales    | 1:2 |
| 7. März in Parchal                    |   |          |     |
| Portugal                              | – | Rumänien | 1:1 |

### Platzierungsspiele
Alle Spiele fanden am 9. März 2011 statt.
Spiel um Platz 11
|          |   |       |                |
| Parchal  |   |       |                |
| Rumänien | – | Chile | 1:1, 5:6 i. E. |

Spiel um Platz 9
|          |   |          |     |
| Loulé    |   |          |     |
| Finnland | – | Portugal | 1:2 |

Spiel um Platz 7
|           |   |       |     |
| Albufeira |   |       |     |
| China     | – | Wales | 2:1 |

Spiel um Platz 5
|           |   |          |                |
| Ferreiras |   |          |                |
| Norwegen  | – | Dänemark | 0:0, 5:4 i. E. |

Spiel um Platz 3
|          |   |       |     |
| Parchal  |   |       |     |
| Schweden | – | Japan | 1:2 |

### Finale
| Island                                             | Island | USA | USA |
| -------------------------------------------------- | --- | --- | --- |
| Island                                             | \| 9. März 2011 in Faro/Loulé (Estádio Algarve) \| \| Ergebnis: 2:4 (2:2) \| \| Zuschauer: 1500 \| \| Schiedsrichterin: Bibiana Steinhaus ( Deutschland) \| \| Spielbericht \| | \| 9. März 2011 in Faro/Loulé (Estádio Algarve) \| \| Ergebnis: 2:4 (2:2) \| \| Zuschauer: 1500 \| \| Schiedsrichterin: Bibiana Steinhaus ( Deutschland) \| \| Spielbericht \| | USA |
| Island                                             | Guðbjörg Gunnarsdóttir • Sif Atladóttir, Ólína Guðbjörg Viðarsdóttir (19. Thelma Björk Einarsdóttir), Hallbera Guðný Gísladóttir (63. Greta Mjöll Samúelsdóttir), Katrín Jónsdóttir • Edda Garðarsdóttir, Katrín Ómarsdóttir (61. Fanndís Friðriksdóttir), Sara Björk Gunnarsdóttir (90.+1' Málfríður Erna Sigurðardóttir), Dóra María Lárusdóttir (69. Rakel Hönnudóttir) • Þórunn Helga Jónsdóttir (85. Dagný Brynjarsdóttir), Margrét Lára Viðarsdóttir Cheftrainer: Sigurður Ragnar Eyjólfsson | Nicole Barnhart • Ali Krieger (67. Stephanie Cox), Christie Rampone , Rachel Buehler, Becky Sauerbrunn • Heather O’Reilly, Carli Lloyd, Shannon Boxx, Megan Rapinoe (85. Lindsay Tarpley) • Lauren Cheney (46. Abby Wambach), Amy Rodriguez (74. Alex Morgan) Cheftrainerin: Pia Sundhage ( Schweden) | USA |
| Island                                             | 1:1 Katrín Ómarsdóttir (26.) 2:1 Hallbera Guðný Gísladóttir (28.) | 0:1 Carli Lloyd (10.) 2:2 Lauren Cheney (45.+1') 2:3 Heather O’Reilly (55.) 2:4 Alex Morgan (87.) | USA |
| Island                                             | Carli Lloyd | | USA |
| 9. März 2011 in Faro/Loulé (Estádio Algarve)       | | |     |
| Ergebnis: 2:4 (2:2)                                | | |     |
| Zuschauer: 1500                                    | | |     |
| Schiedsrichterin: Bibiana Steinhaus ( Deutschland) | | |     |
| Spielbericht                                       | | |     |

## Schiedsrichterinnen
Hauptschiedsrichterinnen (Auswahl):
- Jacqui Melksham
- Bibiana Steinhaus
- Alexandra Ihringova
- Finau Vulivuli
- Etsuko Fukano
- Carol Chénard
- Hong Eun-ah
- Msui Mei Liu
- Dagmar Damkova

Schiedsrichterassistentinnen (Auswahl):
- Allyson Flynn
- Sarah Ho
- Katrin Rafalski
- Marina Wozniak
- Jacqueline Stephenson
- Yolanda Parga Rodríguez
- Maria Luisa Villa Gutiérrez
- Cha Sung-mi
- Kim Kyoung-min
- Lata Kaumatule
- Veronica Perez

## Beste Torschützinnen
| Rang | Spielerin                 | Tore |
| ---- | ------------------------- | ---- |
| 1    | Margrét Lára Viðarsdóttir | 3    |
|      | Alex Morgan               | 3    |
|      | Carli Lloyd               | 3    |
|      | Jessica Fishlock          | 3    |
|      | Carla Couto               | 3    |
|      | Edite Fernandes           | 3    |

## Auszeichnungen
- Beste Spielerin: Homare Sawa (Japan)
- Fairste Mannschaft: Chile